# Lång, Dalarna
Lång är en sjö i Leksands kommun i Dalarna och ingår i Dalälvens huvudavrinningsområde. Sjön har en area på 1,38 kvadratkilometer och ligger 262,4 meter över havet. Sjön avvattnas av vattendraget Limån.

## Delavrinningsområde
Lång ingår i det delavrinningsområde (673158-143566) som SMHI kallar för Utloppet av Lång. Medelhöjden är 317 meter över havet och ytan är 18,13 kvadratkilometer. Det finns ett avrinningsområde uppströms, och räknas det in blir den ackumulerade arean 20,88 kvadratkilometer. Limån som avvattnar avrinningsområdet har biflödesordning 2, vilket innebär att vattnet flödar genom totalt 2 vattendrag innan det når havet efter 314 kilometer. Avrinningsområdet består mestadels av skog (73 procent) och sankmarker (14 procent). Avrinningsområdet har 1,37 kvadratkilometer vattenytor vilket ger det en sjöprocent på 7,6 procent.